# Beutnitz (Golmsdorf)

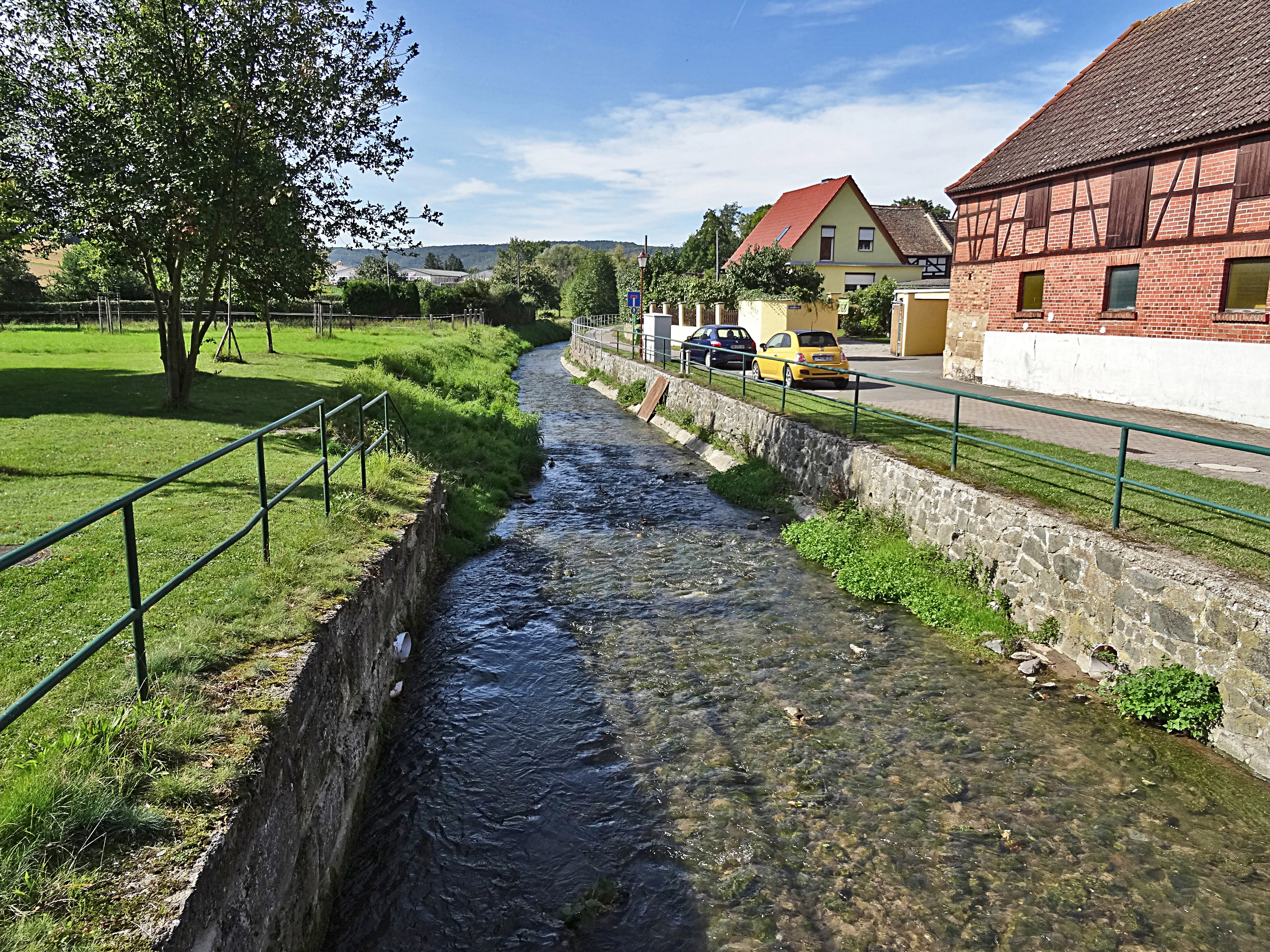
Der Bach Gleise in Beutnitz

Beutnitz ist ein Ortsteil der Gemeinde Golmsdorf im Saale-Holzland-Kreis in Thüringen.

## Geographie
Etwa ein Kilometer östlich vom Hauptort Golmsdorf liegen Häuser des Ortsteils Beutnitz  direkt am Ufer des Flüsschens Gleise sowie entlang der Landesstraße 2307. Das Gleisetal wird von den Südhängen des Tautenburger Forstes und den Nordhängen des Großen Gleisberges eingefasst.

## Geschichte
Am 29. Mai 1219 wurde der Ort erstmals urkundlich erwähnt.
Einst führte ein Zweig der mittelalterlichen Handelsstraße bei der Wüstung Hummelstedt über die Saalefurt aus Richtung Erfurt kommend durch den Ort und weiter in Richtung Bürgel über Gleisefurt nach Altenburg. Es gab im Ort auch eine Wassermühle.
Den Edelsitz in Beutnitz besaßen im 15. Jahrhundert Berthold († 1495) und Karl von Techwitz (1515), deren Gräber in der Kirche sind. Weitere Besitzer waren Heinrich und Veit Dietrich von Holbach (1588), die das Gut an die Herren von Lichtenhain vermachten.

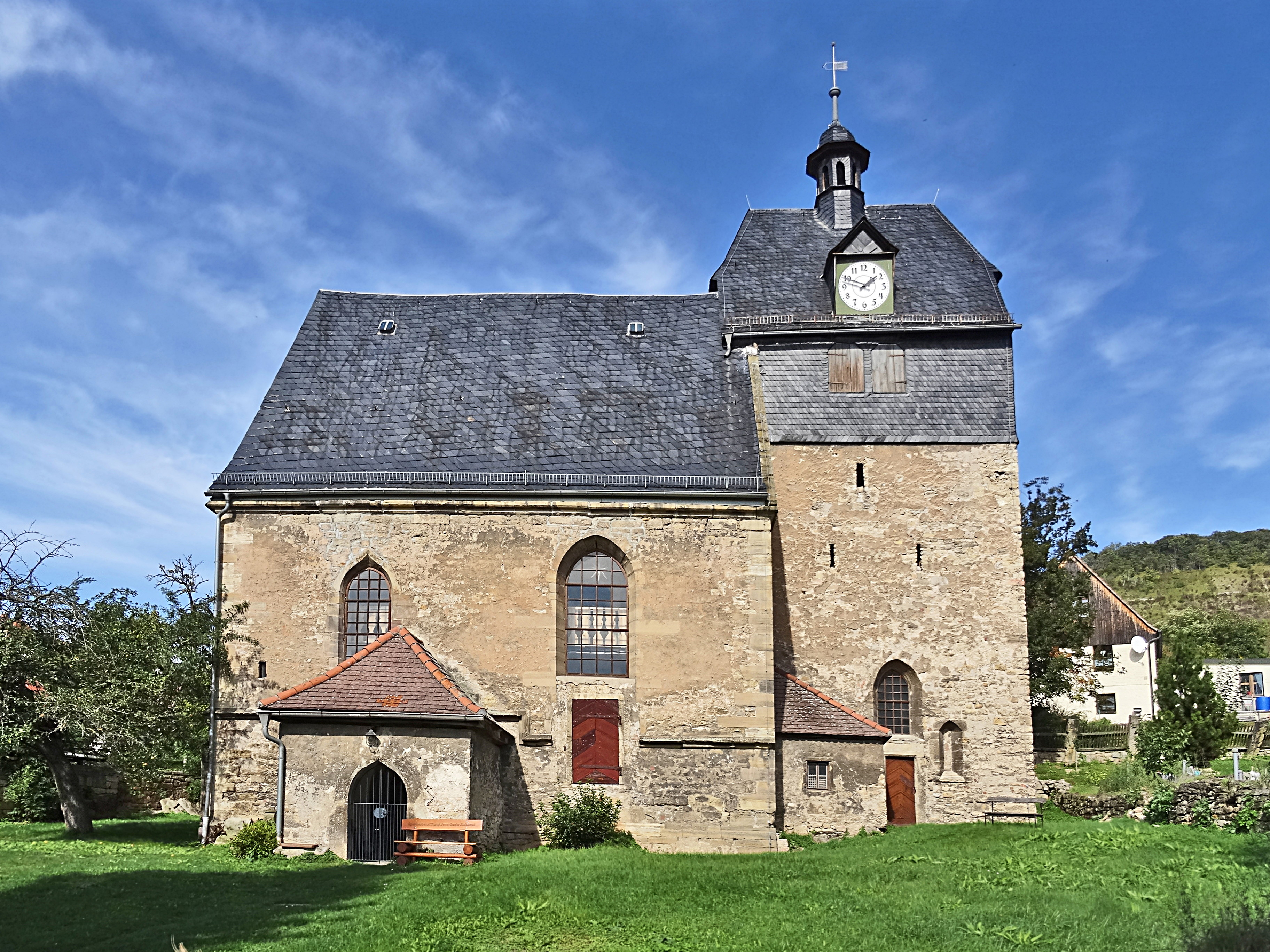
Kirche St. Trinitatis

Im 1836 erschienenen „Historisch-topographisches Taschenbuch von Jena und seiner Umgebung“ von J.C. Zenker steht, dass der Ort mit der Wüstung Mollwitz, [...] Naura, Golmsdorf gegenüber, am linken Ufer der Gleise, e i n e Gemeinde in bürgerlicher und kirchlicher Hinsicht bilden. Sie zählen 67 Häuser, von denen etwa 12 auf Naura kommen, und 302 Einwohner. [...] Unter Heinrich Reuß von Plauen zu Ronneburg gehörte Beutnitz, wie Golmsdorf, zum Schlosse Gleisberg, laut Originalurkunde vom J. 1377 in der Gemeinde zu Beutnitz.

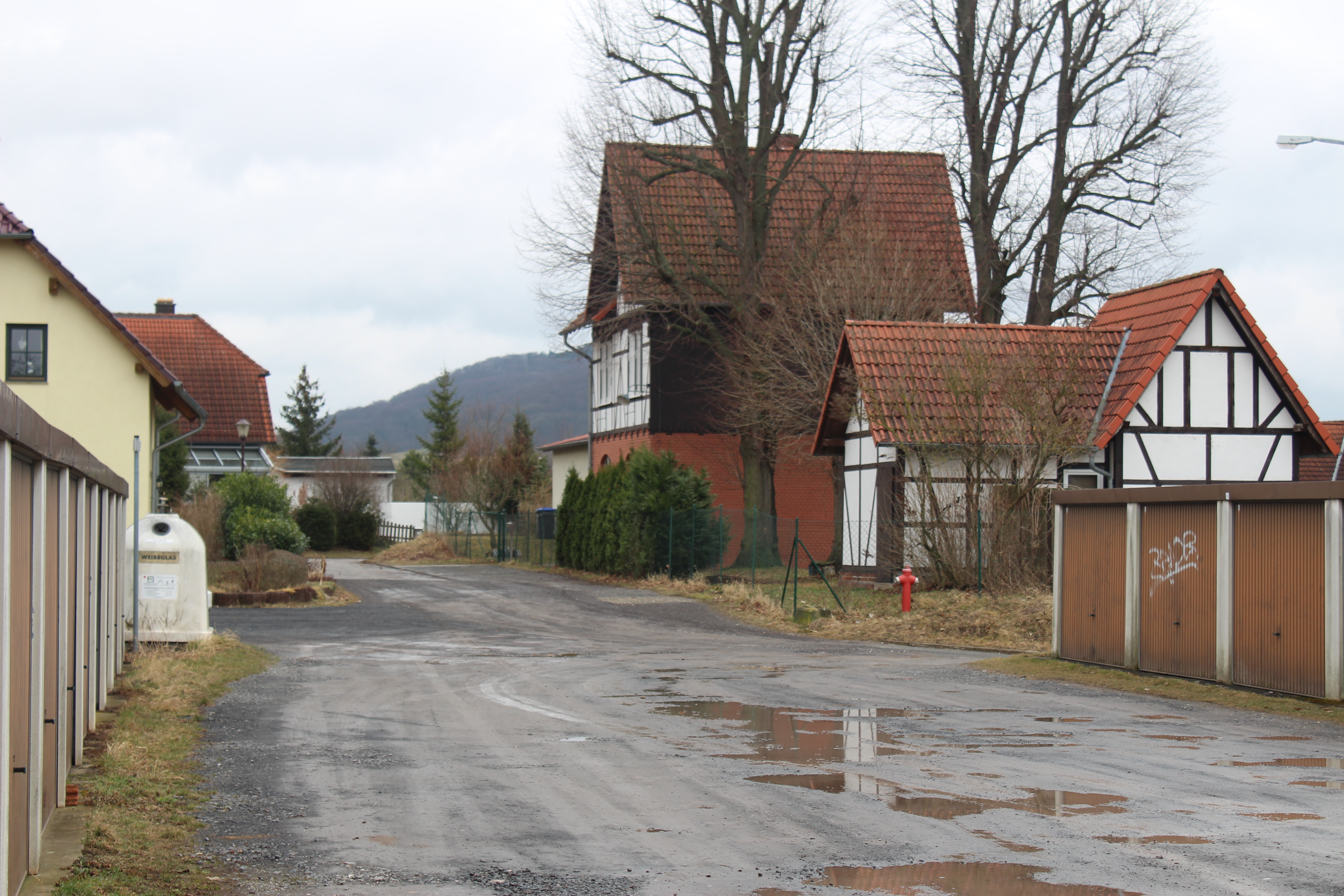
Ehemaliger Haltepunkt Beutnitz (2018)

Am 2. Oktober 1905 wurde das Eisenbahnteilstück Eisenberg-Porstendorf mit einem Bahnhof in Beutnitz in Betrieb genommen und 1969 eingestellt. Jetzt wird der Bahndamm für den Thüringer Mühlenradweg genutzt.

## Sehenswürdigkeiten
- Kirche St. Trinitatis (Beutnitz)